# La Ibérica
La Ibérica är en ort i Mexiko.   Den ligger i kommunen Nuevo Urecho och delstaten Michoacán de Ocampo, i den södra delen av landet, 290 km väster om huvudstaden Mexico City. La Ibérica ligger 463 meter över havet och antalet invånare är 1 308.
Terrängen runt La Ibérica är huvudsakligen kuperad, men den allra närmaste omgivningen är platt. La Ibérica ligger nere i en dal. Runt La Ibérica är det ganska glesbefolkat, med 42 invånare per kvadratkilometer. Närmaste större samhälle är Lombardía, 14,2 km väster om La Ibérica. I omgivningarna runt La Ibérica växer huvudsakligen savannskog.